# Arnolt Schlick

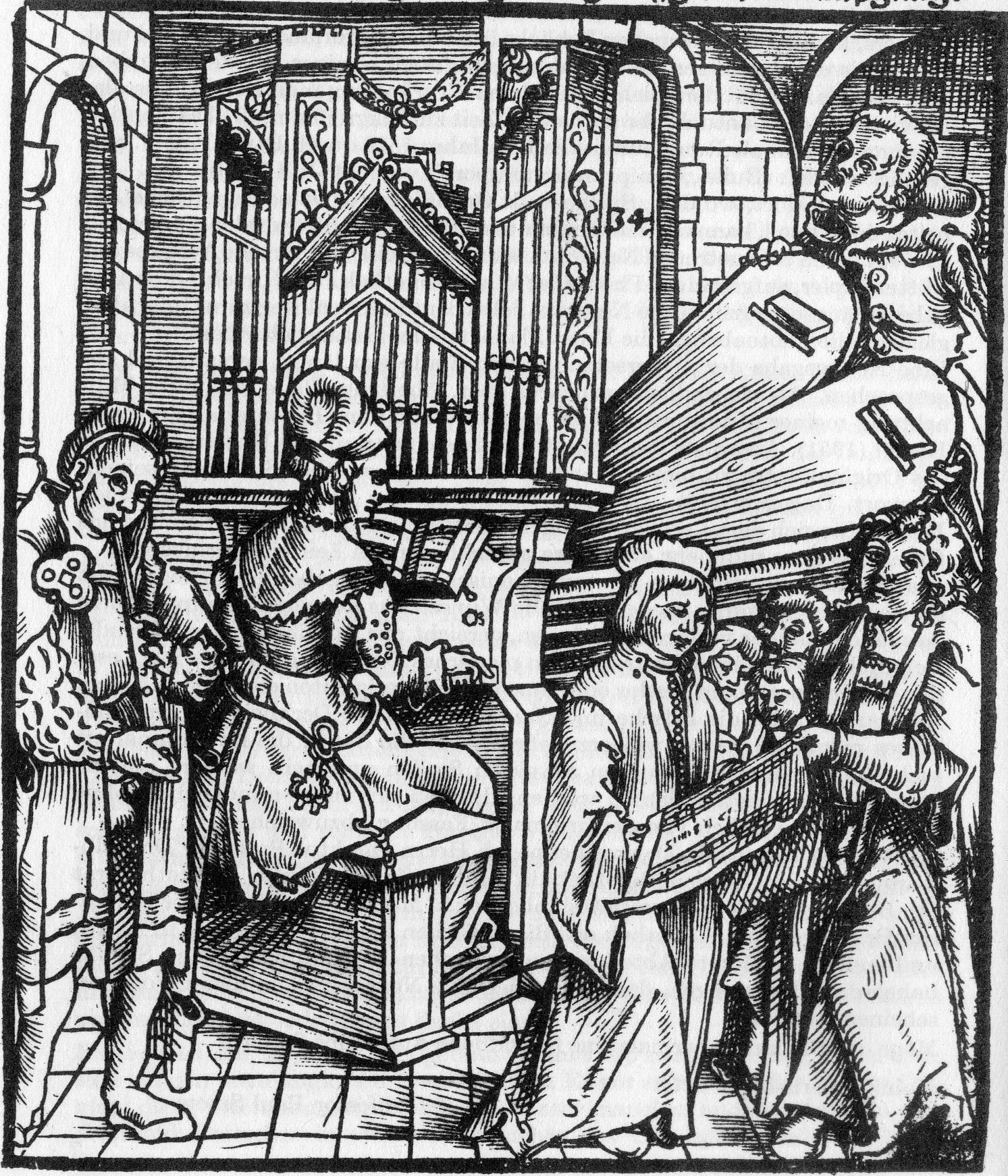
Arnolt Schlick speelt de orgel

Arnolt Schlick (Heidelberg (?),1455 - Heidelberg (?),1525) was een Duits componist en organist.
Schlick was naast Paul Hofhaimer en Conrad Paumann de bekendste organist van zijn tijd en evenals de laatste blind, maar waarschijnlijk niet vanaf zijn geboorte. Vanaf ca. 1509 was hij als organist in dienst van het hof van het keurvorstendom van de Palts in de universiteitsstad Heidelberg. Op uitnodiging van de Luther welgezinde keurvorst Frederik de Wijze bezocht hij in 1516 Torgau, waar hij Hofheimer ontmoette. Hij speelde bij verschillende grote politieke gebeurtenissen zoals de kroning van keizer Maximiliaan I in 1486 in Frankfort en de kroning van keizer Karel V in 1520 in Aken. Een unicum in zijn grote oeuvre is een tienstemmig compositie voor orgel.

## Werken
- Spiegel der Orgelmacher und Organisten, allen Stiften und Kirchen, so Orgeln halten oder machen lassen, hochnützlich, Speyer 1511.
- Tabulaturen etlicher lobgesang vnd lidlein vff die orgeln vn lauten, Mainz 1512

- Bibsys: 4057010
- Biblioteca Nacional de España: XX1435173
- Bibliothèque nationale de France: cb14830973d (data)
- Gemeinsame Normdatei: 118931121
- International Standard Name Identifier: 0000 0001 1065 8613
- Library of Congress Control Number: n79107690
- Nationale Bibliotheek van Letland: 000290816
- MusicBrainz: a04e3151-f8a6-48dd-9322-7a1317c8ef30
- Nationale Bibliotheek van Tsjechië: mzk2010589638
- Nationale Bibliotheek van Israël: 987007282708605171
- Nationale Bibliotheek van Polen: a0000003061285
- Nederlandse Thesaurus van Auteursnamen: 070481733
- Réseau des bibliothèques de Suisse occidentale: 02-A012874050
- LIBRIS: 213171
- Système universitaire de documentation: 154900567
- Virtual International Authority File: 61814705
- WorldCat: E39PBJth4T4vT6wG8pCx4JpMfq